# Бёрнс, Мэри
Мэри Бёрнс (англ. Mary Burns, 1821 (1823?) — 7 января 1863) — английская социалистка ирландского происхождения. Первая жена Фридриха Энгельса.

## Биография
Мэри Бёрнс происходила из ирландской семьи рабочего характера, жила в Солфорде около Манчестера. Её отец Майкл Бернс, или Бирна, был красильщиком на хлопкопрядильной фабрике. Мать Мэри, Мэри Конрой, умерла до 1835 года, отец женился вторично. Вероятно, Мэри и её младшая сестра Лидия (Лиззи, 1827—1878) покинули его дом. Обе сестры работали на хлопкопрядильной фабрике Ermen & Engels, частично принадлежавшей семье Энгельса. Мэри, вероятно, работала на фабрике, начиная с девятилетнего возраста, однако по данным переписи 1841 года она и её сестра значатся прислугой. Бёрнсы познакомились с Энгельсом во время его первой поездки в Манчестер, вероятно, в начале 1843 года. Мэри стала гражданской женой Энгельса. Будучи представительницей рабочего класса, она могла ознакомить Энгельса с жизнью рабочих Солфорда и Манчестера, помимо прочего водя его по районам, где появление в одиночку для представителя состоятельного класса, да ещё и иностранца, было бы небезопасным. Без помощи Бёрнсов, Энгельс, возможно, не написал бы «Положение рабочего класса в Англии».
Будучи противниками буржуазного брака, Мэри Бернс и Фридрих Энгельс долгие годы не оформляли своих отношений, сделав это лишь за день до неожиданной кончины Мэри. О Мэри Бёрнс известно немного, возможно потому, что Энгельс не желал афишировать свою личную жизнь. Сохранились лишь упоминания о Мэри в письмах Маркса и его дочери Элеоноры уже после её смерти. Марксы считали Мэри «очень добродушной», «остроумной» и «очаровательной», однако, по словам Элеоноры, в последние годы у неё были проблемы с алкоголем.
После смерти Мэри её сестра Лиззи стала гражданской партнёршей Энгельса.